# The Lady from Nowhere
Pour plus de détails, voir Fiche technique et Distribution.
The Lady from Nowhere est un film américain réalisé par Richard Thorpe, sorti en 1931.

## Synopsis
Un coup de feu éclate. Une jeune femme déboule dans la chambre d'hôtel de John Conroy, un policier. Il la cache au détective de l'hôtel mais, lorsqu'il revient à sa chambre, elle a disparu, lui laissant une adresse. Le même soir, il rend visite à cette Marian, qui habite chez un certain M. Barstow. En fait, Barstow a demandé à Marian de séduire Conroy, qui est sur la piste de contrefacteurs, à la tête desquels est justement Barstow. Mais Marian est tombée amoureuse de Conroy et quand elle entend Barstow planifier son meurtre, elle le prévient. Après avoir évité l'embuscade qu'on lui tendait, Conroy se rend chez Barstow pour arrêter le gang. Barstow est tué mais Conroy est blessé. Lorsqu'il se réveille à l'hôpital, il trouve Marian à son chevet. Il lui annonce alors son intention de l'épouser. 

## Fiche technique
- Titre original : The Lady from Nowhere
- Réalisation : Richard Thorpe
- Scénario : Barney Gerard, Adrian Johnson
- Photographie : M.A. Anderson
- Son : L. E. Tope
- Montage : Richard Thorpe
- Producteur : George R. Batcheller
- Société de production : Chesterfield Motion Pictures Corporation
- Société de distribution : Chesterfield Motion Pictures Corporation
- Pays d'origine :  France
- Langue originale : anglais
- Format : noir et blanc — 35 mm — 1,37:1 — son Mono
- Genre : Film policier
- Durée : 65 minutes
- Date de sortie :
  - États-Unis : 1er août 1931

## Distribution
- Alice Day : Marian
- John Holland : John Conroy
- Phillips Smalley : Barstow
- Barbara Bedford : Mollie Carter
- Mischa Auer : Rigo
- James P. Burtis : l'inspecteur en chef
- Lafe McKee : Snowden, un homme de main